# Versandlager
Ein Versandlager stellt ein Lager für Zwischen- oder Fertigprodukte (für den Absatzmarkt bestimmte Produkte) eines Unternehmens dar. 
Es muss nicht zwingend unter der Führung des produzierenden Unternehmens selbst stehen, sondern kann durchaus auch von einem Dienstleister betrieben werden. Von entscheidender Bedeutung ist eine effektive und effiziente Steuerung dieses Lagers, da Bestände an der Schnittstelle zum Kunden kritisch für das Funktionieren der Wertschöpfungskette (Supply Chain) sein können.